# 찰리 하지
찰스 프랭클린 하지(Charles Franklin Hodge, 1934년 12월 14일 ~ 2006년 3월 3일)는 찰리 하지(Charlie Hodge)로 알려진 미국계 가수, 보컬 코치, 음악가이다. 엘비스 프레슬리의 심복이자 교우로서 그레이슬랜드에서 기거했다.

## 생애
찰스 프랭클린 하지는 1934년 앨라배마주 디케이터에서 태어나 성장기에 우쿠렐레를 익히고 일반 희극을 공부했다. 복음성가를 애창했으며 장성한 20세에 포기 리버스 보이스의 리드 싱어로서 활동했다. 5피트 3인치의 단신이라 무대 위에 상자를 가져와서 그 위에서 공연을 진행했다. 이런 모습이 관중의 사랑을 받아 곧 레드 폴리의 《오자크 주벌리》에 정규 출연진으로 재적된다. 이때 팻 분과 결혼하는 폴리의 여식 셜리와 교제하기도 했다.
엘비스 프레슬리와 처음 만난 것은 1956년 멤피스에서 열린 《오자크 주벌리》 콘서트였다. 프레슬리는 그의 높은 보컬에 감흥을 받았다. 1958년 하지와 프레슬리는 같은 해 징병돼 포트 후드에서 기초 훈련 당시 통성했다. 독일로 동일한 수송선을 타고 파병되었으며 몇 달 동안 엘비스와 사교했다. 1960년 제대한 프레슬리는 하지에게 같이 일하자고 요청했다. 프레슬리는 하지가 기자들을 물러나게 만드는 데 소질이 있고, 자신을 웃게 만들고, 자신과 복음성가를 부를 수 있으며, 부려먹혀도 상관않는 사람이라고 생각했다.
하지는 프레슬리 작품에 참사하기 시작했다. 〈I Will Be Home Again〉 (1960), 공동 작곡한 〈You'll Be Gone〉 (1965)에서 화음을 불렀고 영화 《클램베이크》 (1967), 《스피드웨이》 (1968), 《차로!》 (1969)에서 단역으로 출연했다. 그의 직분은 프레슬리가 따분하되 수익성 있는 영화를 제작할 동안 즐겁게 만드는 것이었다. 라스베이거스에서 지미 웨이클리 공연을 감상한 호지는 컨트리 가수인 그가 발라드로 구성된 자신의 공연과 닮았다는 것을 흥미롭게 생각했다. 1969년 라이브 공연을 재개할 때 프레슬리는 그 전고를 차용해 매 콘서트를 〈Can't Help Falling in Love〉로 마무리 지었다. 프레슬리는 복음성가 〈You Better Run〉을 부를 시에 그가 리드 파트를 부르게 허락하고 본인이 베이스 파트를 불렀다. 호지는 모든 프레슬리 콘서트 영화에서 목격된다.
프레슬리의 사후인 1984년 《나와 엘비스》(Me 'n Elvis)라는 회고록을 발간했다. 프레슬리에 관한 영화 몇 편에서 조언자를 수행하기도 하고 설교 순회공연에 참여하기도 했다. 테네시주 메모리얼 극장이 주된 공연장이었다. 폐암 치료를 받을 동안에도 공연을 지속했으며 프레슬리를 다시 볼 수 있을 것이라는 생각을 위안으로 삼았다. 2006년 3월 3일 테네시주 녹스빌에서 명목했다.